# Rolene
Road Rats var ett svenskt rockband, som var aktivt 1983–1984. Efter några medlemsbyten och intensivt turnerande bytte gruppen namn till Rolene och spelade in en LP.

## Biografi

### Road Rats
Road Rats grundades år 1983 av trummisen Gyp Casino (eg. Jesper Sporre), som hoppade av Rex de Rox, och barndomsvännerna gitarristen Conny Blomqvist (senare Conny Bloom) och basisten Andy Christell, ingendera av dem över 20 år gamla vid den tiden. Christell drog sig ändå ur samarbetet ganska snabbt och ersattes av Danne Lagerstedt, som var på väg att lämna glamrockgruppen Easy Action. Road Rats satsade redan från början på den finska marknaden, eftersom Gyp trodde att det fanns en större publik för den typen av rak rock som bandet spelade där. I Finland var Road Rats också under 1984 ett av de mest populära banden, trots att de var relativt okända i Sverige. Gruppen gav också ut två singlar för ett finskt skivbolag. Bandet har beskrivits som en vass och svängig powertrio. Road Rats turnerade Finland tillsammans med bland annat Hanoi Rocks och Europe.

### Rolene
Meningen var att Road Rats skulle ge ut en LP, men gruppen splittrades i slutet av 1984. Det innebar att Gyp och Blomqvist igen strålade samman med Christell för att grunda Rolene. Rolene var en poppigare version av Road Rats och medlemmarna satsade mer på den svenska marknaden. Gyp hade blivit trött på att sitta bakom trumsetet och bytte till gitarr och sång. Anders Bentell kom i stället in för att spela trummor. Gruppen fick också ett skivkontrakt med svenska Pyramid. 1985 släpptes två singlar, "Rollin' with Rolene / Boys Talk" och "Wouldn`t You Like To Know Me / Beep Beep Yeah" I början av år 1986 släppte Rolene sin första och enda fullängdsplatta, Rollin' With Rolene. Albumet sålde dåligt och gruppen lyckades fortfarande inte slå igenom i Sverige (trots att de fortfarande hade en bred fanbas i Finland), och splittrades på våren 1986. 

## Medlemmar

### Road Rats
1983
- Conny Blomqvist – sång, gitarr
- Andy Christell – basgitarr
- Gyp Casino – trummor

1983 – 1984
- Conny Blomqvist – sång, gitarr
- Danne Lagerstedt – basgitarr
- Gyp Casino – trummor

### Rolene
- Conny Blomqvist – sång, gitarr
- Andy Christell – basgitarr, sång
- Gyp Casino – sång, gitarr
- Anders Bentell – trummor

## Diskografi

### Road Rats
Singlar
- 1984 – "Satisfaction In Jeans" / "Pink Satin Cloud" (7” vinyl, Beat BESS 101)
- 1984 – "Smokin` In the Boys Room" / "Lips That Touch Liquer" (7" vinyl, Beat BESS 103)

### Rolene
Studioalbum
- 1986 – Rollin` With Rolene (LP Pyramid RAMI 2010)

Singlar
- 1985 – "Rollin` With Rolene" / "Boy`s Talk" (7" vinyl, Pyramid RAMS 109)
- 1985 – "Wouldn`t You Like To Know Me" / "Beep, Beep, Yeah" (7" vinyl, Pyramid RAMS 114)